# Club Deportivo Tenerife 2016-2017
Questa voce raccoglie le informazioni riguardanti il Club Deportivo Tenerife nelle competizioni ufficiali della stagione 2016-2017.

## Maglie e sponsor
| Casa | Trasferta |

Sponsor ufficiale: Tenerife
Fornitore tecnico: Hummel

## Rosa

### Rosa 2016-2017
Rosa aggiornata al 2 febbraio 2017
| N. |                     | Ruolo | Calciatore        |
| -- | ------------------- | ----- | ----------------- |
| 1  | Spagna (bandiera)   | P     | Ismael Falcón     |
| 2  | Spagna (bandiera)   | C     | Edu Oriol         |
| 4  | Francia (bandiera)  | D     | Samuel Camille    |
| 5  | Spagna (bandiera)   | D     | Alberto Jiménez   |
| 6  | Spagna (bandiera)   | C     | Vitolo            |
| 7  | Spagna (bandiera)   | C     | Omar Perdomo      |
| 8  | Algeria (bandiera)  | C     | Rachid Aït-Atmane |
| 9  | Honduras (bandiera) | A     | Anthony Lozano    |
| 10 | Spagna (bandiera)   | C     | Suso (capitano)   |
| 11 | Spagna (bandiera)   | C     | Iñaki Sáenz       |
| 12 | Italia (bandiera)   | A     | Samuele Longo     |
| 14 | Spagna (bandiera)   | D     | Carlos Ruiz       |

| N. |                      | Ruolo | Calciatore         |
| -- | -------------------- | ----- | ------------------ |
| 16 | Spagna (bandiera)    | D     | Aitor Sanz         |
| 17 | Spagna (bandiera)    | C     | Aarón Ñíguez       |
| 18 | Tunisia (bandiera)   | D     | Haythem Jouini     |
| 20 | Giappone (bandiera)  | C     | Gaku Shibasaki     |
| 21 | Spagna (bandiera)    | D     | Jorge Sáenz        |
| 22 | Spagna (bandiera)    | C     | Tyronne            |
| 23 | Spagna (bandiera)    | D     | Raúl Cámara        |
| 25 | Venezuela (bandiera) | P     | Dani Hernández     |
| 26 | Spagna (bandiera)    | C     | Cristo González    |
| 31 | Senegal (bandiera)   | C     | Amath Ndiaye       |
|    | Spagna (bandiera)    | C     | Francisco Montañés |